# 多治見市陶磁器意匠研究所
多治見市陶磁器意匠研究所（たじみしとうじきいしょうけんきゅうじょ）とは、岐阜県多治見市にある、多治見市が設置する公設試験研究機関である。略称はishoken。

## 概要
- 窯業に関する研究機関であり、陶磁器産業の発展及び技術の向上、各種指導（陶磁器全般に関する研究指導、デザインに関する研究指導）を行っている。
- 人材育成を行っており、デザインコース・技術コース（研修期間2年）、セラミックスラボ（研修期間1年）がある。セラミックスラボは通常選考以外に、外国籍を有する方を対象とした外国人特別選考もあり、外国籍の人物にも門戸を開いている。

## 沿革
- 1951年（昭和26年）10月 - 多治見陶磁器上絵加工工業協同組合により美濃焼上絵付研究所を設立。
- 1953年（昭和28年）6月 - 上絵付技術者養成の特別研修生制度が始まる。
- 1958年（昭和33年）4月 - 特別研修生制度を廃止。生徒養成制度（2年間）が始まる。
- 1959年（昭和34年）10月 - 多治見市に移管される。同時に多治見市陶磁器意匠研究所に改称する。生徒養成制度を研究生制度とする。
- 1967年（昭和42年）3月 - 現在地に新築移転する。
- 1993年（平成5年）4月 - 研究生制度をデザインコースと技術コースの2コースとする。
- 2003年（平成15年）4月 - 研究生制度にセラミックスラボを開設する。
- 2015年（平成27年） - セラミックスラボに外国人枠を設置する。

## 住所
- 岐阜県多治見市美坂町2丁目77番地

## 交通アクセス
- 多治見駅（多治見駅前バスターミナル）より東鉄バス妻木線、滝呂台線、学園都市線、瑞浪＝東駄知＝多治見線「多治見総合グランド口」バス停より徒歩約3分。
- 東海環状自動車道土岐南多治見ICより車で約10分。